# 北美足球聯賽 (1968–1984)
北美足球聯賽（英語：North American Soccer League）從1968年到1984年曾是美国和加拿大的最高級別職業足球聯賽，它被認為是美國第一個在全國範圍內成功的足球聯賽。聯賽決賽階段在1975年至1983年間稱為足球碗（Soccer Bowl），並在最後一年1984年稱為足球碗系列賽（Soccer Bowl Series）。聯賽由專員菲爾·伍斯南（Phil Woosnam）於1969年至1983年領導。NASL為美國足球奠定基礎，幫助該國舉辦1994年國際足協世界盃，並於1996年成立了美國職業足球大聯盟（MLS）。
1967年之前美國仍沒有一個正式的全國頂級足球聯賽，獲得國際足協認可的美國足球協會（United Soccer Association）和國家職業足球聯賽（National Professional Soccer League，NASL）在1967年各自舉辦一個賽季的足球聯賽，1967年12月兩個聯賽決定合併成為北美足球聯賽。NASL將這兩個合併前的先驅聯賽視為其歷史的一部分。
北美足球聯賽的受歡迎程度在1970年代末達到巔峰。從1977年到1983年，聯賽每場比賽的平均觀眾人數超過13,000人，並且比賽在1975年至1980年間透過網絡電視播出。聯賽最著名的球隊是紐約宇宙，在1970年代中後期，宇宙隊簽下多名世界級頂尖球員—比利、弗朗茨·贝肯鲍尔、卡洛斯·阿尔贝托·托雷斯，而宇宙隊在1977年至1982年期間每場比賽的平均觀眾人數超過28,000人，並且有三個賽季的平均出席人數超過40,000名觀眾。聯賽中其他國際知名的球員包括乔治·基纳利亚、约翰·克鲁伊夫、约翰·内斯肯斯、盖德·穆勒、博比·摩尔、尤西比奧及佐治·貝斯。聯賽進入1980年代初後由於過度擴張、經濟衰退以及與球員工會的爭議因此導致NASL在1984年賽季後崩宣佈解散賽事。此外國際足協決定將1986年國際足總世界杯的主辦權授予墨西哥，這被認為是NASL衰亡的一個因素。前紐約宇宙隊總裁克萊夫·托伊（Clive Toye）稱聯賽為「一個最初獲得輝煌的成功但最終面臨失敗的單一實體。但它留下的是對這項運動的認識，在這個國家之前根本不存在，以及對這項運動的熱情，這在之前也從未存在過。」
聯賽還在1971年、1975年、1976年、1978年、1979年和1983年以室內足球進行，並在1979-80、1980-81、1981-82和1983-84賽季以賽季形式進行。

## 歷史

### 創立
| 賽季                                                                          | 球隊 | 比賽 | 觀眾人數 | 網絡電視 （比賽） |
| ----------------------------------------------------------------------------- | ---- | ---- | -------- | ----------------- |
| 1968                                                                          | 17   | 32   | 4,699    | CBS               |
| 1969                                                                          | 5    | 16   | 2,930    | 無                |
| 1970                                                                          | 6    | 24   | 3,163    | 無                |
| 1971                                                                          | 8    | 24   | 4,154    | 無                |
| 1972                                                                          | 8    | 14   | 4,780    | 無                |
| 1973                                                                          | 9    | 19   | 5,954    | 無                |
| 1974                                                                          | 15   | 20   | 7,770    | CBS (1)           |
| 1975                                                                          | 20   | 22   | 7,642    | CBS (2)           |
| 1976                                                                          | 20   | 22   | 10,295   | CBS (2)           |
| 1977                                                                          | 18   | 26   | 13,558   | TVS (7)           |
| 1978                                                                          | 24   | 30   | 13,084   | TVS (6)           |
| 1979                                                                          | 24   | 30   | 14,201   | ABC (9)           |
| 1980                                                                          | 24   | 32   | 14,440   | ABC (8)           |
| 1981                                                                          | 21   | 32   | 14,084   | ABC (1)           |
| 1982                                                                          | 14   | 32   | 13,155   | 無                |
| 1983                                                                          | 12   | 30   | 13,258   | 無                |
| 1984                                                                          | 9    | 24   | 10,759   | 無                |
| 電視僅包括網絡電視。 不包括有線電視（ESPN, USA） 或按次付費（SportsVision）。 |      |      |          |                   |

1966年國際足總世界盃為北美洲吸引多達100萬電視觀眾，使美國體育投資者相信在美國和加拿大有一個尚未開發的足球市場。1967年，美國成立兩個職業足球聯賽：獲得國際足協認可的美國足球協會（United Soccer Association，USA），該聯賽全部由歐洲和南美洲的球隊組成，而球隊在美國被賦予「本地」名稱參賽，另一個是的國家職業足球聯賽（National Professional Soccer League，NPSL）拒絕支付25,000美元而未獲得美國足球協會（United States Soccer Federation）認可，被國際足協視為非官方聯賽，並且球員因與其簽約而面臨懲罰。雖然USA獲得國際足協認可但在1967年夏季賽季中，以「本地」名稱參賽的外國球隊將聯賽視為休賽期的訓練活動並且大多數球隊並未派出最佳球員。此外NPSL與CBS簽訂為期兩年的全國電視合約，有指為了讓CBS插播廣告而被指示要吹哨犯規延遲比賽。但由於比賽在週末白天的收視率不佳，CBS很快就被終止合約。CBS體育的負責人比爾·麥克費爾（Bill MacPhail）將NPSL缺乏電視吸引力歸因於球場空蕩蕩，觀眾稀少，以及外國球員對美國足球迷來說並不熟悉。
NPSL及USA兩個聯賽於1967年12月7日合併成立北美足球聯賽（NASL）。NASL在1968年賽季的22支球隊其中有17支參與上季賽事。NASL球隊亦曾經在友誼賽對抗擁有比利的山度士和英甲冠軍曼城。儘管聯賽成立初略為成功，但在17支球隊中僅有30名北美球員對美國體育界獲得認可卻面臨重大問題。外國球員的高薪和租用大型體育場的開支，加上低入場人數導致每支球隊在1968年都虧損，投資者在一年合約結束後迅速撤資。年底時，CBS取消其電視合約，1969年賽季大部分球隊都決定解散只有五支球隊參與。聯賽將辦公室搬到亞特蘭大-富爾頓縣體育場（Atlanta–Fulton County Stadium）的地下室，在1969年賽季結束時，聯賽根據循環賽最多積分宣佈堪薩斯城（Kansas City Spurs）成為聯賽冠軍，而巴爾的摩灣隊（Baltimore Bays）則宣布解散。
為了讓聯賽繼續運作，聯賽接觸兩支美國足球聯賽（American Soccer League，ASL）的球隊—羅切斯特藍鷹（Rochester Lancers）和華盛頓飛鏢（Washington Darts），商討轉會至NASL。儘管這兩支球隊來自ASL（該聯賽有近40年的半職業歷史），但兩隊轉會至NASL立即各自在分區聯賽取得冠軍。羅切斯特藍鷹在決賽中擊敗華盛頓飛鏢獲得冠軍。1971年，NASL增加三支球隊——紐約宇宙、蒙特利爾奧林匹克（Montreal Olympique）和多倫多地鐵（Toronto Metros），每支隊伍需要支付25,000美元的擴展費用。達拉斯龍捲風在新引入的突然死亡規則下贏得聯賽冠軍，這一規則取代了點球大戰。在對陣羅切斯特藍鷹的三場兩勝制準決賽第一場中，聯賽神射手為羅切斯特的卡洛斯·梅蒂迪耶里（Carlos Metidieri）在第176分鐘打入一球，最終以2–1結束比賽，這時已經在六個加時賽之後—就在午夜前不久。三天後，達拉斯以3–1扳平。在決勝比賽中，兩隊在常規時間結束時以1–1平局，並進行四個加時賽，最終由鮑比·莫法特（Bobby Moffat）在第148分鐘打入一球，獲得2–1的勝利。四天後，達拉斯在總決賽的第一場比賽中以2–1輸給亞特蘭大首領，這場比賽進入第三個加時賽，總共進行了123分鐘。總括來說，達拉斯在13天內經歷長達537分鐘的比賽時間（比六場比賽少3分鐘）。達拉斯龍捲風接著在第二場比賽中以4–1獲勝，在第三場比賽中以2–0獲勝，最終奪得聯賽冠軍。
考慮到大多數北美人來說仍然陌生的足球運動，NASL決定修改比賽規則試圖令賽事更具吸引力和易於理解。這些變更包括以下幾點：
- 比賽計時方式的改變 — 以倒計時的方式來計算比賽時間，這與其他美國運動（如美式足球和籃球）相似，而不是傳統的向上計時至90分鐘。[10]。
- 越位規則的調整 — 引入了一條新的越位規則，設置一條距離球門35碼（約32米）的線來判定越位，而不是傳統的中場線。這一改變旨在增加進球機會，並減少防守方利用越位陷阱來限制進攻球員的頻率。雖然這一規則在NASL之外受到嘲笑，但在1982年之前得到國際足協認可[11][12][13]。
- 點球大戰的引入 — 在1974年，NASL實施點球大戰來決定平局的比賽。到1977年賽季點球大戰的形式被修改，形式上類似於冰球中的點球。進攻球員從35碼線開始，必須在五秒內射門，並且可以進行多次突破動作，而守門員則可以不受限制地對抗進攻者。這種格式是五次射門的最佳成績，若仍然平局則進行額外回合。
- 積分系統的延續與變化 — 延續在1967年的積分系統，球隊在常規賽（及後來的加時賽）獲勝可獲得六分，平局則獲得三分。隨著1974年點球大戰的引入，獲勝球隊獲得三分而不是六分。這一制度經歷多次調整，1975年至1976年期間降至一分，1977至1980年恢復至六分，1981至1984年則再次降至四分。
  - 在積分系統上的一個顯著變化，這個變化具體來說為每個進球（最多三個進球）頒發額外的積分，無論比賽的結果如何。這意味著即使一支球隊輸掉比賽，只要他們進球仍然可以獲得額外的積分。這種非傳統的積分系統在五次情況下，讓一支球隊獲得常規賽冠軍，而這支球隊的戰績並不是最好的。特別例子是在1983年，宇宙隊以87個進球領先聯賽，儘管他們的勝場數比溫哥華白帽隊（Vancouver Whitecaps）少兩場，卻仍然獲得常規賽冠軍。

### 逐漸增長的關注

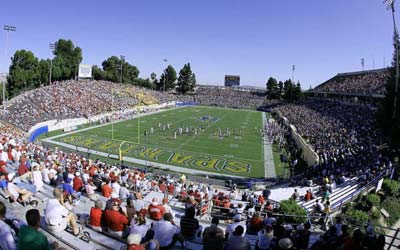
1975年，加州聖荷西的斯巴達體育場舉辦第一屆足球碗，當時的容量為18,155人。

1970年代初的北美足球聯賽仍處於半職業聯賽，許多球員需要兼職工作來維持生計。1973年9月3日，《運動畫刊》首次在封面上展示了一名足球運動員——費城原子隊（Philadelphia Atoms）的守門員鮑勃·瑞吉（Bob Rigby），這個封面象徵著美國體育文化中足球的逐漸崛起。報導中提到費城原子隊在NASL冠軍賽中獲勝，成為第一支在首個賽季中贏得冠軍。1973年，費城的平均觀眾人數為11,500人，這是自1967年以來，任何一支北美職業足球隊首次平均超過10,000名觀眾 。封面標題宣稱「足球走向美國」（"Soccer Goes American"）的標題，因為費城在冠軍賽中派出六名美國球員。然而「足球走向美國」的標題沒有預言成功，由於1970年代中期外國球員的湧入，因此1974年後再沒有美國球員獲得最有價值球員獎或成為聯賽最佳射手。《體育畫報》預測費城原子隊將繼續成功，但該隊在1976年解散。
NASL的平均觀眾人數從1969年的2,930人穩步增長至1974年的7,770人，到1974年，有四支球隊的平均觀眾人數超過10,000人 。1974年NASL冠軍賽在洛杉磯阿茲特克（Los Angeles Aztecs）和邁阿密托羅（Miami Toros）之間進行，並在CBS進行現場直播，這是自1968年以來美國首次全國直播的職業足球比賽。
1974年和1975年賽季對NASL來說是關鍵的一年。在1974年，八支新球隊支付75,000美元的特許經營費（相當於2020年的312,000美元）加入聯賽，儘管有兩支現有球隊解散。1974年的擴展加入西岸三支球隊——聖荷西、西雅圖和溫哥華，在1974年平均觀眾人數超過10,000人。在1975年再增加五個特許經營權，其中兩個新增的城市—芝加哥和哈特福德—是當時在美國足球聯賽第二級（Division II American Soccer League）中獲得成功特許經營的城市，該聯賽當時視NASL作為美國頂級職業足球聯賽的潛在挑戰者。1974年和1975年的擴展意味著NASL從1973年的9支球隊增長到1975年的20支球隊。1975年賽季屬於北美足球聯賽重要的轉折點，成功邀請國際知名球員加盟，包括葡萄牙足球傳奇人物尤西比奧加盟波士頓，以及前英格蘭守門員彼得·博內蒂（Peter Bonetti）加盟聖路易斯。

### 比利與紐約宇宙
紐約宇宙的一單引援創一夜之間改變美國足球的命運，他們簽下了巴西傳奇球星比利。從他在1975年6月10日於21俱樂部簽署合約的那一刻起，他在全球體育界的影響力吸引大量媒體的報導，比利的每一個動作都受到關注，為美國足球帶來關注和信譽。在比利在場的半個賽季內，宇宙隊的主場觀眾人數增加三倍，而在宇宙隊作客時也在大部分觀眾來看比利比賽，比利的到來使宇宙隊和整個聯賽的電視曝光率大幅提升。1975年6月15日，宇宙隊在紐約的唐寧體育場（Downing Stadium）對陣達拉斯龍捲風，超過1000萬人收看CBS直播比利的首場比賽，創下美國足球的電視觀眾記錄。CBS還轉播另一場宇宙隊的比賽以及1975年足球碗冠軍賽，翌季ABC也簽署合同轉播比賽。1976年，NASL已經被主流媒體報導，報紙的體育版面也開始報導NASL。NASL在1977年和1978年期間在TVS網絡（一家聯播電視服務）上播出，儘管有些比賽是延遲播放或在某些市場未能播出。

### 多位國際級明星球員加盟

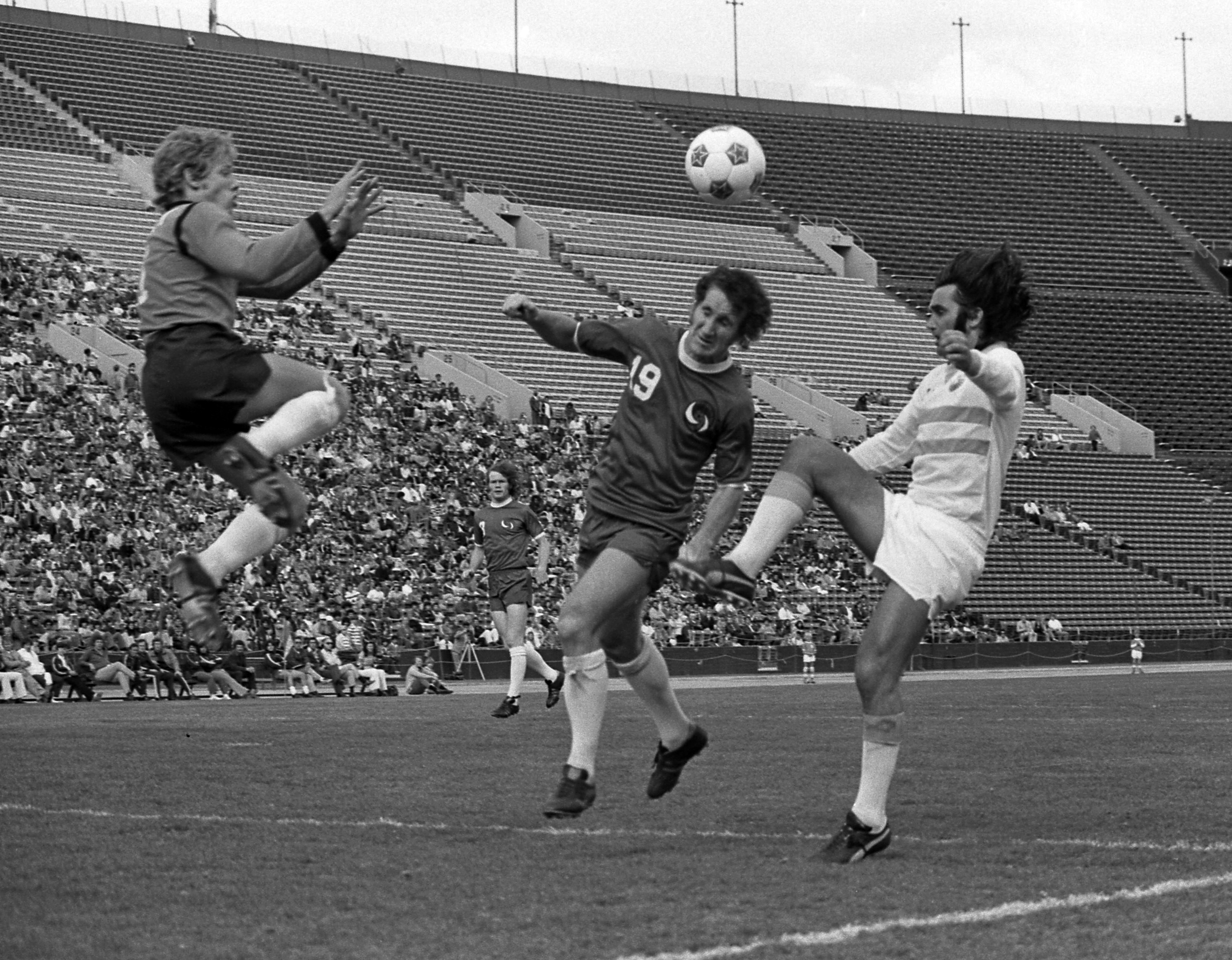
洛杉磯阿茲特克隊的佐治·貝斯（右）在1976年與紐約宇宙隊爭奪球權。

洛杉磯阿茲特克（Los Angeles Aztecs）在1976年簽下曼聯球星佐治·貝斯，NASL一直在努力說服佐治·貝斯移居美國，希望透過他來提升聯賽的知名度和吸引力，但隨著紐約宇宙簽下比利，洛杉磯便成為佐治·貝斯的合適去處。可是佐治·貝斯在1978年被交易到位於邁阿密的福特勞德代爾打擊者（Fort Lauderdale Strikers），1979年洛杉磯更簽下另一位星級明星约翰·克鲁伊夫。克魯伊夫初登場立即取得成功，令球隊的觀眾人數翻倍並贏得聯賽的最有價值球員獎。洛杉磯在1979年至1980年間邀請荷蘭主教練里努斯·米歇尔斯加入，他曾執教阿贾克斯足球俱乐部、巴塞罗那足球俱乐部及荷蘭國家足球隊，是1970年代被認為荷蘭實現「全攻全守」風格的創始人。
明尼蘇達踢球者（Minnesota Kicks）於1976年成立迅速成為聯賽中較受歡迎的球隊之一，1976年在明尼阿波利斯-聖保羅郊區的都市體育場（Metropolitan Stadium）每場比賽平均吸引23,120名球迷。踢球者隊在1976年至1979年連續四年贏得分區冠軍，每個賽季的球迷人數均超過23,000人（在1977年達到最高32,775人）。
克魯伊夫效力阿茲特克隊一年之後隨即轉會到華盛頓外交官（Washington Diplomats），華盛頓外交官隊於1978年10月被麥迪遜廣場花園公司（Madison Square Garden Corp.）及其主席索尼·韋布林（Sonny Werblin）收購。克魯伊夫的加盟帶來巨大的提升，邀請荷蘭國家隊隊友维姆·延森（在1974年和1978年世界盃中代表荷蘭參賽的中場球員）加盟。在1980年賽季，外交官隊的平均觀眾人數為每場19,205人。
表面上NASL在1970年代中看似辦得成功但實際上卻面臨著一些挑戰，1977年的18支球隊中有六支球隊是需要搬遷、被收購或解散。一個由業主組成的規劃委員會發佈一份報告，建議NASL應該加強現有球隊的實力，並將1978年的擴展特許經營權限制為兩個，隨後每年增加一個。儘管有這項建議，NASL仍然決定在1978年賽季引入六支新球隊，每支球隊的費用為300萬美元，將聯盟的球隊數量從18支增加到24支。聖地牙哥索克斯隊（San Diego Sockers）的總裁傑克·達利（Jack Daley）後來描述1970年代末NASL的繁榮時期：「追逐宇宙隊變得時尚。每個人都必須擁有一位比利。教練們遍尋全球的天才球員，這導致了球員價格的上漲。」波特蘭木材隊（Portland Timbers）在1979年至1980年間將球隊薪資增加三倍以跟上聯賽的平均水平。
NASL引入許多年長的高知名度外國球員，經常讓美國球員坐在替補席上，聯賽雖然早於1972年開始引入大學選秀，旨在增加聯賽中美國和加拿大出生球員的數量，但並未改善NASL的外國形象。外國球員的高薪限制本土球員的上陣機會同時增加球隊的薪資預算。在1977年賽季結束後，球隊擁有者投票決定強制增加北美球員的數量，同時限制每隊在場上允許的非北美球員數量，並計劃將俱樂部名單上的非公民總數減少到1984年的11名。到1979年，NASL的規則要求每支球隊必須在首發名單有兩名北美球員，並且17人名單必須有六名本土球員。NASL在1979年賽季開始時曾經展開一次小型罷工，但罷工僅有三分之一的球員參與，並且只持續五天。在1980年，首發陣容的北美球員最低人數提高至三名。1980年賽季被稱為「北美球員之年」，重新強調「本土球員」的重要性。隨著球隊對北美球員的要求增加，對優質本土球員的需求激增，1977年NASL年度最佳新秀吉姆·麥卡利斯特（Jim McAlister）以20萬美元（2020年的54萬美元）創下美國球員的轉會紀錄。
NASL在1970年代末期正處於一個適度成功的階段，1979年賽季的觀眾人數增加了8%。ABC在1979年和1980年賽季轉播了幾場比賽 。1980年賽季預計不會有計劃中的擴展、搬遷或解散的球隊，大多數球隊的陣容變動不大。

### 國際足協爭議及財務問題
NASL對於比賽規則的更改而經常與國際足協發生爭議。在1978年4月，國際足協威脅美國足球協會，若NASL沒有將未經批准的足球規則變更，將禁止NASL球員參加國際比賽。
在1980年賽季結束時，NASL面臨的困境開始加劇，這主要是因為過度擴張、經濟衰退以及與球員工會的爭議。在1980年代初期美國經濟陷入低迷，失業率在1982年達到10.8%，是自第二次世界大戰以來的最高。NASL擁有者們的財務狀況也受到整體經濟的拖累。最令人擔憂的是，NASL的擁有者們在球員薪水上的支出超出聯賽的收入。1980年，NFL擁有者平均將40%的球隊預算用於球員薪水，而NASL擁有者則平均將超過70%的預算用於球員薪水 。由華納媒體擁有的NASL豪門宇宙隊球員薪水的支出非常高昂，其他一些由大型企業擁有的球隊（如洛杉磯、傑克遜維爾、波特蘭、多倫多和蒙特利爾）勉強能夠跟上宇宙隊的步伐，但沒有雄厚資金的擁有者卻無法跟上支出水平。為了追趕宇宙隊的成功，許多NASL球隊的擁有者花費數百萬美元引進年長的明星球員，結果卻導致巨額的財務損失，他們在做出的不理智的財務決策素共同導致聯賽的衰退，並最終影響未來發展。
NASL面臨另一個的問題是來自復甦的美國室內足球聯賽（Major Indoor Soccer League，MISL）的競爭。MISL在1978–79年賽季開始迅速增長，到1980年代初期，MISL 每場比賽的平均觀眾人數超過8,000名。MISL的增長導致NASL和MISL之間展開對美國足球運動員的「競標戰」，進一步加大聯賽工資的壓力並加劇NASL的財務問題。為了爭奪MISL擴大的觀眾群，NASL從1979–80年到1981–82年以及在1983–84年間舉辦一個室內足球聯賽。結果該聯賽在1980年出現約3,000萬美元的赤字（2020年的8,070萬美元），每支球隊都在虧損。聖地牙哥索克斯（San Diego Sockers）在1978年至1983年期間虧損1,000萬美元，而塔爾薩粗獷者（Tulsa Roughnecks）在1980年至1983年期間虧損800萬美元。華盛頓外交官隊因擁有者MSG公司在1979年和 1980年的虧損傳聞達到500萬美元，最終在1980年11月解散。在1980年休賽季，NASL球員協會與聯賽之間因室內賽季的預期支付問題發生爭執，導致球員對聯賽提起訴訟，加劇聯賽的內部矛盾。
1981年賽季對聯賽來說是更糟糕的一年，24支球隊的總虧損達到3000萬美元（2020年相當於7373萬美元），每支球隊都在虧損。泰德·透納擁有的亞特蘭大酋長（Atlanta Chiefs）虧損達700萬美元（2020年的1720萬美元），明尼蘇達踢球者（Minnesota Kicks）虧損達250萬美元（2020年的614萬美元），卡爾加里巨人（Calgary Boomers）虧損超過200萬美元（2020年的492萬美元），而拉馬爾·亨特（Lamar Hunt）的達拉斯龍捲風每年虧損100萬美元 。在1981賽季結束後有五支球隊解散，另外兩支球隊——洛杉磯阿茲特克和明尼蘇達踢球者—在1981-82年賽季休賽期後因未能找到買家而解散，NASL從21支球隊縮減到14支。
許多新球隊的擁有者對足球並不熟悉，當他們感受到人氣下降時便迅速退出，這表明聯賽在擴張過程中缺乏對擁有者的充分審查，這是聯賽衰亡的一個重要因素。一旦聯賽在短時間內迅速擴張，新特許經營權迅速獲得，並在幾年內翻了一番，達到24支球隊的巔峰，這種過度擴張導致資源的分散和管理的困難。許多現有的球隊擁有者渴望從新擁有者的擴張費用中獲利，儘管《福布斯》雜誌報導的擴張費用僅為10萬美元。

### 衰退與解散
隨著聯賽在1980年代初期迅速衰退並失去許多特許經營權，NASL進行幾項變革以試圖繼續運作。自1969年以來擔任NASL專員的菲爾·伍斯南（Phil Woosnam），在1970年代強烈支持擴張，但在1982年4月被聯盟的14位擁有者以11比3的投票結果罷免。NASL試圖在哥倫比亞撤回主辦權後爭取將1986年國際足協世界盃帶到美國，但國際足協在1983年決定將世界盃主辦權授予墨西哥。在1984年初，NASL與NASL球員協會達成一項協議，其中包括825,000美元的薪資上限，並計劃每年減少10%，球隊名單的規模也從28人減少到19人。1983—84年賽季只有九支球隊參賽。1985年3月28日，NASL因為只有明尼蘇達斯特萊克斯（Minnesota Strikers）和多倫多暴風雪（Toronto Blizzard）有興趣參賽而暫停1985年賽季。
NASL最後一屆的九支球隊中，芝加哥刺客（芝加哥蜂螫）、明尼蘇達打擊者、紐約宇宙和聖地牙哥襪子（聖地亞哥襪子）在1984-85年賽季轉戰美國室內足球聯賽（Major Indoor Soccer League）。塔爾薩粗獷者（Tulsa Roughnecks）在1985年獨立參加11場比賽並於7月17日暫停運營。 金灣地震隊（Golden Bay Earthquakes）和坦帕灣排隊（Tampa Bay Rowdies）成功作為獨立特許經營生存，直到各自加入西部足球聯盟（Western Soccer Alliance）和美國室內足球協會（American Indoor Soccer Association）。坦帕灣羅迪斯（Tampa Bay Rowdies）離開NASL後持續參加戶外足球比賽直到1994年2月。聖地亞哥襪子是最後一支解散的NASL特許經營隊伍，在1996年之前專注於室內足球。

### 往後影響
在美國於1982年世界盃預選賽早早出局後，美國教練沃爾特·奇佐維奇（Walt Chyzowych）對NASL的評價不高。他認為NASL未能為美國國家隊提供堅實的基礎，因為聯賽在培養美國球員方面的成就有限。這反映出當時美國足球的發展困境，尤其是在國際賽事中的表現不佳。相對而言加拿大從中受益，距離獲得1982年世界盃決賽週的資格僅差一場勝利，且其隊伍完全由NASL球員組成。儘管NASL最終未能持續運作，但它首次在北美體育界引入足球運動，並漸漸成為足球美國年輕人中最受歡迎運動之一的重要因素。1988年7月4日，國際足協將1994年世界盃主辦權授予美國。NASL也為其後繼者美國職業足球大聯盟（MLS）提供了寶貴的經驗及教訓，後者已採取措施防範過往問題，特別是財務約束的理念（在MLS於1996年啟動時，美國主流體育已採納財務約束規則，MLS也採納這些規則）。美國大學和高中足球仍然使用一些NASL風格的規則，例如縮短的比賽時間。
1986年世界盃上，加拿大隊的22名球員中多達18名是前NASL球員。美國隊在1990年世界盃上沒有任何一位前NASL球員。
幾支NASL球隊的名稱在後來的足球聯賽中被重新使用。目前波特蘭伐木者、圣何塞地震、西雅圖海灣者及溫哥華白浪都是美國職業足球大聯盟的繼承球隊。還有四個知名的名稱（紐約宇宙、坦帕灣暴徒、勞德代爾堡打擊者和塔爾薩粗野隊）在新的北美足球聯賽 (2011–2017)和美國足球聯賽（United Soccer League）中重新出現。北美職業足球中最古老的兩場德比，卡斯卡迪亞盃（Cascadia Cup）及勞德代爾堡–坦帕灣（Fort Lauderdale–Tampa Bay）始於1970年代的NASL，並且至今仍然由繼承的俱樂部繼續進行。

## 室內足球
NASL於1971年首次在聖路易斯體育館（St. Louis Arena）舉辦室內足球賽事，獎金為2,800美元。在接下來的幾年，賽事進行多次形式，包括1974年紅軍隊在三個城市的巡演，1975年和1976年再次舉辦賽事。坦帕灣的業主喬治·W·斯特勞布里奇（George W. Strawbridge, Jr.）多年來一直遊說其他業主開辦冬季室內足球賽季，但屢遭拒絕。在此期間，他擁有的坦帕灣羅迪斯和其他幾支球隊利用冬季室內足球「友誼賽」作為訓練為戶外賽季做準備。與此同時受到競爭對手美國室內足球聯賽（MISL）的壓力，該聯賽於1978年啟動，舉辦了如骷髏邀請賽（Skelly Invitational）和NASL百威啤酒邀請賽（NASL Budweiser Invitational）等為期兩天的迷你錦標賽，成功程度各異。NASL最終於1979-80年賽季開始完整的室內聯賽賽程，12場比賽的賽季有10支球隊參與。1980-81年賽季，參加室內足球的球隊數量增加到19支，賽程增至18場。1981-82賽季隊數減少到13隊賽程保持在18場。1982-83年取消室內賽季，三支球隊（芝加哥、金灣和聖地牙哥）轉戰參加MISL。其他四支球隊（勞德代爾堡、蒙特利爾、坦帕灣和塔爾薩）在1983年初參加了一個短暫的NASL室內足球大獎賽。NASL室內賽季於1983-84年回歸，參賽隊伍減少至七隊，但賽程卻擴展至32場比賽。

## 歷屆冠軍
- 1968: 亞特蘭大酋長
- 1969: 堪薩斯城馬刺
- 1970: 羅切斯特槍騎兵
- 1971: 達拉斯龍捲風（英语：Dallas Tornado）
- 1972: 紐約宇宙
- 1973: 費城原子
- 1974: 洛杉磯阿茲特克
- 1975: 坦帕灣羅迪斯（英语：Tampa Bay Rowdies (1975–1993)）
- 1976: 多倫多大都會-克羅地亞
- 1977: 紐約宇宙 (2)
- 1978: 紐約宇宙 (3)
- 1979: 溫哥華白浪（英语：Vancouver Whitecaps (1974–1984)）
- 1980: 紐約宇宙 (4)
- 1981: 芝加哥蜂螫
- 1982: 紐約宇宙 (5)
- 1983: 塔爾薩粗獷者
- 1984: 芝加哥蜂螫 (2)

## 參賽球隊
| 球隊                                            | 球隊                                                   | 所在城市                                         | 加入聯賽年份    | 退出聯賽年份    | 常規賽最高排名    | 季後賽最佳成績                              |
| 中文名稱                                        | 外文名稱                                               | 所在城市                                         | 加入聯賽年份    | 退出聯賽年份    | 常規賽最高排名    | 季後賽最佳成績                              |
| ----------------------------------------------- | ------------------------------------------------------ | ------------------------------------------------ | --------------- | --------------- | ----------------- | ------------------------------------------- |
| 亞特蘭大酋長                                    | Atlanta Chiefs Atlanta Apollos                         | 佐治亞州亚特兰大                                 | 1968 1972       | 1972 1981       | 分區第一          | 冠軍（1968）                                |
| 巴爾的摩海灣                                    | Baltimore Bays                                         | 馬利蘭州巴爾的摩                                 | 1967            | 1969            | 分區第一          | 亞軍                                        |
| 巴爾的摩彗星                                    | Baltimore Comets                                       | 馬利蘭州巴爾的摩                                 | 1974            | 1975            | 分區第二          | 八強賽                                      |
| 波士頓燈塔                                      | Boston Beacons                                         | 麻薩諸塞州波士顿                                 | 1968            | 1968            | 分區第五          | 無                                          |
| 波士頓民兵                                      | Boston Minutemen                                       | 麻薩諸塞州波士顿                                 | 1974            | 1976            | 分區第一          | 半決賽                                      |
| 卡加利嬰兒潮                                    | Calgary Boomers                                        | 亞伯達省卡加利                                   | 1981            | 1981            | 分區第二          | 無                                          |
| 加州衝浪                                        | California Surf                                        | 加利福尼亞州安那翰                               | 1978            | 1981            | 分區第一          | 第一圈                                      |
| 科羅拉多馴鹿                                    | Colorado Caribous                                      | 科羅拉多州丹佛                                   | 1978            | 1978            | 分區第四          | 無                                          |
| 芝加哥野馬                                      | Chicago Mustangs                                       | 伊利諾州芝加哥                                   | 1967            | 1968            | 分區第二          | 無                                          |
| 芝加哥蜂螫                                      | Chicago Sting                                          | 伊利諾州芝加哥                                   | 1975            | 1984            | 分區第一          | 冠軍（1981、1984）                          |
| 克利夫蘭斯托克人                                | Cleveland Stokers                                      | 俄亥俄州克利夫兰                                 | 1967            | 1968            | 分區第一          | 附加賽                                      |
| 哈特福二百週年紀念 康涅狄格二百週年紀念         | Hartford Bicentennials Connecticut Bicentennials       | 康涅狄格州哈特福                                 | 1975            | 1976            | 分區第四          | 無                                          |
| 哈特福二百週年紀念 康涅狄格二百週年紀念         | Hartford Bicentennials Connecticut Bicentennials       | 康涅狄格州哈特福                                 | 1977            | 1977            | 分區第五          | 無                                          |
| 宇宙隊 紐約宇宙                                 | Cosmos New York Cosmos                                 | 紐約州紐約市                                     | 1977 1971、1979 | 1978 1976、1984 | 分區第一 分區第一 | 冠軍（1977、1978） 冠軍（1972、1980、1982） |
| 達拉斯龍捲風                                    | Dallas Tornado                                         | 德克薩斯州達拉斯                                 | 1967            | 1981            | 分區第一          | 冠軍（1971）                                |
| 丹佛戴拿模                                      | Denver Dynamos                                         | 科羅拉多州丹佛                                   | 1974            | 1975            | 分區第三          | 無                                          |
| 底特律快車                                      | Detroit Express                                        | 密歇根州底特律                                   | 1978            | 1980            | 分區第一          | 八強賽                                      |
| 愛民頓鑽工                                      | Edmonton Drillers                                      | 加拿大亞伯達省愛民頓                             | 1979            | 1982            | 分區第一          | 八強賽                                      |
| 勞德代爾堡突擊隊                                | Fort Lauderdale Strikers                               | 佛罗里达州劳德代尔堡                             | 1977            | 1983            | 分區第一          | 四強賽                                      |
| 金海灣地震                                      | Golden Bay Earthquakes                                 | 加利福尼亞州聖荷西                               | 1983–84         | 1983–84         | 分區第四          | 四強賽                                      |
| 休斯頓颶風                                      | Houston Hurricane                                      | 德克薩斯州休斯敦                                 | 1978            | 1980            | 分區第一          | 第一圈                                      |
| 休斯頓之星                                      | Houston Stars                                          | 德克薩斯州休斯敦                                 | 1968            | 1968            | 分區第二          | 無                                          |
| 傑克遜維爾茶人 新英格蘭茶人                     | Jacksonville Tea Men New England Tea Men               | 佛罗里达州傑克遜維爾 麻薩諸塞州福克斯堡 / 波士顿 | 1981 1978       | 1982 1980       | 分區第三 分區第一 | 八強賽 第一圈                               |
| 堪薩斯城馬刺                                    | Kansas City Spurs                                      | 密蘇里州堪薩斯城                                 | 1968            | 1970            | 分區第一          | 冠軍（1969）                                |
| 拉斯維加斯水銀                                  | Las Vegas Quicksilvers                                 | 內華達州拉斯维加斯                               | 1977            | 1977            | 分區第五          | 無                                          |
| 洛杉磯阿茲特克                                  | Los Angeles Aztecs                                     | 加利福尼亞州洛杉矶                               | 1974            | 1981            | 分區第一          | 冠軍（1974）                                |
| 洛杉磯狼隊                                      | Los Angeles Wolves                                     | 加利福尼亞州洛杉矶                               | 1968            | 1968            | 分區第三          | 無                                          |
| 孟菲斯羅格斯                                    | Memphis Rogues                                         | 田納西州孟菲斯                                   | 1978            | 1980            | 分區第三          | 無                                          |
| 邁阿密托羅斯                                    | Miami Toros                                            | 佛罗里达州迈阿密                                 | 1972            | 1976            | 分區第一          | 亞軍                                        |
| 明尼蘇達踢球者                                  | Minnesota Kicks                                        | 明尼蘇達州布盧明頓                               | 1976            | 1981            | 分區第一          | 亞軍                                        |
| 明尼蘇達突擊隊                                  | Minnesota Strikers                                     | 明尼蘇達州，明尼阿波利斯                         | 1984            | 1984            | 分區第三          | 無                                          |
| 蒙特利爾狂熱                                    | Montreal Manic                                         | 加拿大魁北克省蒙特利尔                           | 1981            | 1983            | 分區第三          | 四強賽                                      |
| 蒙特利爾奧林匹克                                | Montreal Olympique                                     | 加拿大魁北克省蒙特利尔                           | 1971            | 1973            | 分區第二          | 無                                          |
| 紐約將軍                                        | New York Generals                                      | 紐約州紐約                                       | 1968            | 1968            | 分區第三          | 無                                          |
| 奧克蘭快艇隊                                    | Oakland Clippers                                       | 加利福尼亚州奥克兰                               | 1968            | 1968            | 分區第二          | 無                                          |
| 奧克蘭踐踏者                                    | Oakland Stompers                                       | 加利福尼亚州奥克兰                               | 1978            | 1978            | 分區第三          | 無                                          |
| 費城原子                                        | Philadelphia Atoms                                     | 賓夕凡尼亞州費城                                 | 1973            | 1976            | 分區第一          | 冠軍（1973）                                |
| 費城憤怒                                        | Philadelphia Fury                                      | 賓夕凡尼亞州費城                                 | 1978            | 1980            | 分區第三          | 八強賽                                      |
| 波特蘭伐木者                                    | Portland Timbers                                       | 俄勒岡州波特蘭                                   | 1975            | 1982            | 分區第一          | 亞軍                                        |
| 羅切斯特槍騎兵                                  | Rochester Lancers                                      | 紐約州羅徹斯特                                   | 1970            | 1980            | 分區第一          | 冠軍（1970）                                |
| 聖路易斯之星                                    | St. Louis Stars                                        | 密苏里州圣路易斯                                 | 1968            | 1977            | 分區第一          | 亞軍                                        |
| 聖安東尼奧雷霆                                  | San Antonio Thunder                                    | 德克薩斯州圣安东尼奥                             | 1975            | 1976            | 分區第四          | 無                                          |
| 聖地亞哥大白鯊                                  | San Diego Jaws                                         | 加利福尼亞州聖地牙哥                             | 1976            | 1976            | 分區第五          | 無                                          |
| 聖地亞哥襪子                                    | San Diego Sockers                                      | 加利福尼亞州聖地牙哥                             | 1978            | 1984            | 分區第一          | 四強賽                                      |
| 聖地亞哥托羅斯                                  | San Diego Toros                                        | 加利福尼亞州聖地牙哥                             | 1968            | 1968            | 分區第一          | 亞軍                                        |
| 聖荷西地震                                      | San Jose Earthquakes                                   | 加利福尼亞州聖荷西                               | 1974            | 1982            | 分區第一          | 四強賽                                      |
| 西雅圖海灣者                                    | Seattle Sounders                                       | 華盛頓州西雅圖                                   | 1974            | 1983            | 分區第一          | 亞軍                                        |
| 坦帕灣羅迪斯                                    | Tampa Bay Rowdies                                      | 佛羅里達州坦帕                                   | 1975            | 1984            | 分區第一          | 冠軍（1975）                                |
| 美洲隊                                          | Team America                                           | 华盛顿特区                                       | 1983            | 1983            | 分區第四          | 無                                          |
| 夏威夷隊                                        | Team Hawaii                                            | 夏威夷州檀香山                                   | 1977            | 1977            | 分區第四          | 無                                          |
| 多倫多獵隼                                      | Toronto Falcons                                        | 加拿大安大略省多倫多                             | 1968            | 1968            | 分區第三          | 無                                          |
| 多倫多大都會 多倫多大都會-克羅地亞 多倫多暴風雪 | Toronto Metros Toronto Metros-Croatia Toronto Blizzard | 加拿大安大略省多倫多                             | 1971            | 1984            | 分區第一          | 冠軍（1976）                                |
| 塔爾薩粗獷者                                    | Tulsa Roughnecks                                       | 奧克拉荷馬州塔爾薩                               | 1978            | 1984            | 分區第一          | 冠軍（1983）                                |
| 溫哥華皇室                                      | Vancouver Royals                                       | 加拿大卑詩省溫哥華                               | 1968            | 1968            | 分區第四          | 無                                          |
| 溫哥華白浪                                      | Vancouver Whitecaps                                    | 加拿大卑詩省溫哥華                               | 1974            | 1984            | 分區第一          | 冠軍（1979）                                |
| 華盛頓飛鏢                                      | Washington Darts                                       | 華盛頓特區                                       | 1970            | 1971            | 分區第一          | 亞軍                                        |
| 華盛頓外交官                                    | Washington Diplomats                                   | 華盛頓特區                                       | 1974            | 1981            | 分區第二          | 無                                          |

## 曾參賽著名球員
北美足球聯賽曾將一些世界上最優秀的足球運動員帶到美國。這一趨勢早在1968年就開始，當時像華華、彼得·麥克帕蘭、彼得·麥克帕蘭、魯賓·拿華路、雅库布斯·普林斯及胡安·桑提斯特班出現在聯賽中。在1975年宇宙隊簽下比利後，著名球員的數量在1970年代末和1980年代初的NASL巔峰時期大幅增加。在1966年至1978年之間的44位世界盃最佳陣容選手中，有20位曾在NASL效力，還有過去三屆世界盃冠軍隊伍的隊長—弗朗茨·贝肯鲍尔（Beckenbauer，1974年）、卡洛斯·阿尔贝托·托雷斯（1970年）和博比·摩尔（1966年）。在1965年至1976年金球奖中，12個獎項中有8個—尤西比奧（1965年）、佐治·貝斯（1968年）、盖德·穆勒（1970年）、约翰·克鲁伊夫（1971年、'73年、'74年）、弗朗茨·贝肯鲍尔（1972年、1976年）—頒發給後來在NASL效力的球員。此外幾位球員在離開NASL後獲得更大的榮譽，其中包括彼得·比尔兹利、布魯斯·高巴拿、胡利奥·罗梅罗、乌戈·桑切斯和格雷姆·索内斯。有兩名球員同時出現在NASL和MLS中，跨越北美職業足球的12年空白：乌戈·桑切斯和羅伊·維格爾。
| 玩家                   | 位置  | NASL年份        | NASL俱樂部                           | 榮譽(NASL以外) |
| ---------------------- | ----- | --------------- | ------------------------------------ | --- |
| 比利                   | FW    | 1975–1977       | 紐約宇宙                             | 在1958年、1962年和1970年協助巴西贏得三次世界盃冠軍； 1973年南美足球先生                                                        |
| 卡洛斯·阿尔贝托·托雷斯 | DF    | 1977–1982       | 紐約宇宙 加利福尼亞                  | 在1970年世界杯中以隊長身份帶領巴西獲勝                                                                                         |
| 埃利亚斯·菲格罗亚      | DF    | 1981            | 勞德代爾堡突擊隊                     | 1974年、1975年和1976年的南美足球先生                                                                                           |
| 阿倫·波爾              | MF    | 1978–1980       | 費城 溫哥華                          | 在1966年世界盃決賽中助攻赫斯特兩個進球； 參加1970年世界盃                                                                      |
| 戈登·班克斯            | GK    | 1977–1978       | 勞德代爾堡突擊隊                     | 1966年世界盃代表英格蘭擔任守門員；六次FIFA年度最佳守門員                                                                       |
| 吉奧夫·赫斯特          | FW    | 1976            | 西雅圖                               | 在1966年世界盃決賽中為英格蘭打入三球 1968年歐洲全明星隊                                                                        |
| 博比·摩尔              | DF    | 1976; 1978      | 聖安東尼奧； 西雅圖                  | 擔任英格蘭隊長於1966年世界盃奪冠                                                                                               |
| 彼得·比爾茲利          | FW    | 1982–1983       | 溫哥華白帽                           | 英格蘭國家隊成員 |
| 弗朗茨·贝肯鲍尔        | DF    | 1977–1980; 1983 | 紐約宇宙                             | 擔任西德隊長於1974年世界盃奪冠 1972年和1976年獲得歐洲足球先生 1966年、1970年和1974年入選FIFA世界盃最佳陣容                     |
| 蓋德·穆勒              | FW    | 1979–1981       | 佛羅里達堡                           | 1970年歐洲足球先生; 1970年世界盃攻入10球; 1974年世界盃冠軍協助西德奪冠                                                         |
| 羅伯托·貝泰加          | FW    | 1983–1984       | 多倫多暴風雪                         | 入選1978年世界盃最佳陣容; 尤文圖斯隊史進球第三多(退役時第二)                                                                   |
| 約翰·克魯伊夫          | MF    | 1979–1981       | 洛杉磯阿茲特克斯; 華盛頓外交官       | 帶領荷蘭隊打入1974年世界盃決賽; 1971年、1973年和1974年獲得金球獎                                                               |
| 魯德·克羅爾            | DF    | 1980            | 溫哥華白帽                           | 擔任荷蘭隊長打入1978年世界盃決賽                                                                                               |
| 約翰·內斯肯斯          | MF    | 1979–1984       | 紐約宇宙                             | 協助荷蘭打入1974年和1978年世界盃決賽; 入選1974年世界盃最佳陣容; 1971年至1973年期間協助阿賈克斯獲得3次歐洲盃冠軍                |
| 罗布·伦森布林克        | MF    | 1980            | 波特蘭                               | 1976年金球獎得主; 協助荷蘭打入1974年和1978年世界盃決賽; 1978年世界盃銀靴獎                                                     |
| 威姆·蘇爾比爾          | DF    | 1979–1983       | 洛杉磯阿茲特克斯; 聖何塞地震         | 協助荷蘭打入1974年和1978年世界盃決賽; 1971年至1973年協助阿賈克斯贏得3次歐洲盃                                                  |
| 佐治·貝斯              | MF    | 1976–1982       | 洛杉磯阿茲特克； 勞德代爾堡； 聖荷西 | 1968年歐洲足球先生 |
| 胡利奥·罗梅罗          | MF    | 1980–1983       | 紐約宇宙                             | 1979年美洲杯冠軍（巴拉圭）；1985年南美洲足球先生                                                                               |
| 特奥菲洛·库比利亚斯    | FW/MF | 1979–1983       | 勞德代爾堡突擊隊                     | 被評選為1970年世界杯最佳年輕球員； 1972年南美足球先生； 在兩屆不同的世界杯中打入5球（1970年，1978年） 入選1978年世界杯全明星隊 |
| 卡齐米日·德厄纳        | MF    | 1981–1984       | 聖地牙哥索克斯                       | 1972年奧運會最佳射手; 1974年世界盃季軍波蘭隊成員; 1974年世界盃最佳球員銅獎                                                     |
| 尤西比奧               | MF    | 1975–1979       | 波士頓民兵隊; 多倫多; 拉斯維加斯     | 1965年歐洲足球先生; 1966年世界盃金靴獎（最佳射手）                                                                             |
| 安東尼奧·西莫伊斯      | MF    | 1975–1979       | 波士頓; 聖荷西; 達拉斯               | 1962年歐洲盃冠軍（本菲卡）; 1966年世界盃季軍葡萄牙隊成員                                                                       |
| 彼得·羅利馬            | MF    | 1979–1983       | 多倫多; 溫哥華                       | 為列斯聯足球會打進255球 |
| 比约恩·努德奎斯特      | DF    | 1979–1980       | 明尼蘇達                             | 曾創115場國際賽紀錄的前世界紀錄保持者; 參加1970、1974和1978年世界盃                                                            |
| 羅德尼·瑪什            | FW    | 1976–1979       | 坦帕灣羅迪斯                         | 英格蘭國家隊成員 |

## 外部連結
- 美國足球歷史檔案 （页面存档备份，存于）
- NASL統計數據 （页面存档备份，存于） 由 Steve Dimitry 的Extinct Sports League提供
- NASL追憶網站
- 1968–1984 完整結果 （页面存档备份，存于） 在足球統計網站上
- NASL歷史出席人數 （页面存档备份，存于）
- NASL歷史教練紀錄 （页面存档备份，存于）
- NASL小型比賽 （页面存档备份，存于）
- NASL歷史室內排名 （页面存档备份，存于）
- NASL歷史室內出席人數 （页面存档备份，存于）
- NASL歷史室內教練紀錄 （页面存档备份，存于）
- NASL歷史室內得分